# Doddadasarahalli, Sidlaghatta
Doddadasarahalli là một làng thuộc tehsil Sidlaghatta, huyện Kolar, bang Karnataka, Ấn Độ.